# Aminatou Sow
Pour les articles homonymes, voir Sow.
Aminatou Sow, née en 1985 en Guinée, est une podcasteuse basée à San Francisco (États-Unis), principalement connue pour le podcast Call Your Girlfriend dans lequel elle discute avec son amie Ann Friedman.

## Biographie
Aminatou Sow naît en 1985 en Guinée de parents diplomates. Elle se déplace beaucoup grâce à la profession de ses parents. Elle grandit ainsi au Nigéria, en Belgique et en France. Elle arrive aux États-Unis à l’âge de 19 ans, et étudie à l’université du Texas à Austin.
En 2014, Aminatou Sow est incluse dans la liste « 30 under 30 in Technology » du magazine Forbes avec Erie Meyer, toutes deux cofondatrices de Tech LadyMafia, une plateforme de promotion de la visibilité des femmes dans la technologie,.
La même année, elle crée le podcast Call Your Girlfriend avec Ann Friedman. Il rencontre un grand succès, avec 6,1 millions de téléchargements en 2017. Cette popularité pousse les deux animatrices à faire une tournée, à guichets fermés, à New York, Washington, San Francisco et Boston à l’automne 2018.
Elle déménage ensuite à San Francisco, en Californie, pour travailler chez Google.